# Breiter Griesskogel
Breiter Griesskogel är en bergstopp i Österrike. Den ligger i distriktet Imst och förbundslandet Tyrolen, i den västra delen av landet. Toppen på Breiter Grieskogel är 3 287 meter över havet, eller 8 meter över den omgivande terrängen.
Trakten runt Breiter Griesskogel består i huvudsak av kala bergstoppar och idformationer.